# Werner Schieder
Werner Schieder (* 13. September 1948 in Ellenbach, Gemeinde Floß, Landkreis Neustadt an der Waldnaab) ist ein deutscher Politiker der SPD. Er war Abgeordneter des Bayerischen Landtags von 1990 bis 2008 sowie des Deutschen Bundestages von 2009 bis 2013.

## Leben und Politik
Werner Schieder besuchte die Handelsschule und machte dort seine Mittlere Reife. Es folgte eine Ausbildung im gehobenen Dienst der Finanzverwaltung. Später absolvierte er die Beamtenfachhochschule. Er arbeitete vor seinem Landtagsmandat als Sachbearbeiter bei der Oberfinanzdirektion und in verschiedenen Finanzämtern. Zudem war er als Personalrat tätig. Er ist verheiratet, evangelisch und hat zwei Kinder.
Schieder trat 1976 der SPD bei und war von 2002 bis 2008 Mitglied des Stadtrates von Weiden in der Oberpfalz und seit 1992 stellvertretender Vorsitzender des SPD-Bezirksverbandes Oberpfalz. Der Steuerexperte wurde 1990 erstmals in den Bayerischen Landtag gewählt und gehörte dem Ausschuss für Staatsfinanzen und Haushaltsfragen an. Zur Landtagswahl in Bayern 2008 stand er nicht mehr zur Wahl.
Am 27. September 2009 wurde er über die Landesliste Bayern in den Deutschen Bundestag gewählt, dem er bis 2013 (17. Wahlperiode) angehörte.
Neben der parteipolitischen Arbeit ist er in verschiedenen Bereichen aktiv. Als Gewerkschafter war er seit 1968 Mitglied in der ÖTV und dort in verschiedenen Funktionen tätig. Heute ist er weiterhin aktiv bei der Gewerkschaft ver.di.

## Auszeichnungen
- 4. Dezember 2006: Bayerische Verfassungsmedaille in Silber
- 11. Juli 2008: Bayerischer Verdienstorden